# Арджеш (река)
А́рджеш (рум. Râul Argeș) — река в Румынии. Длина — 335 км, площадь водосборного бассейна — 12 400 км².

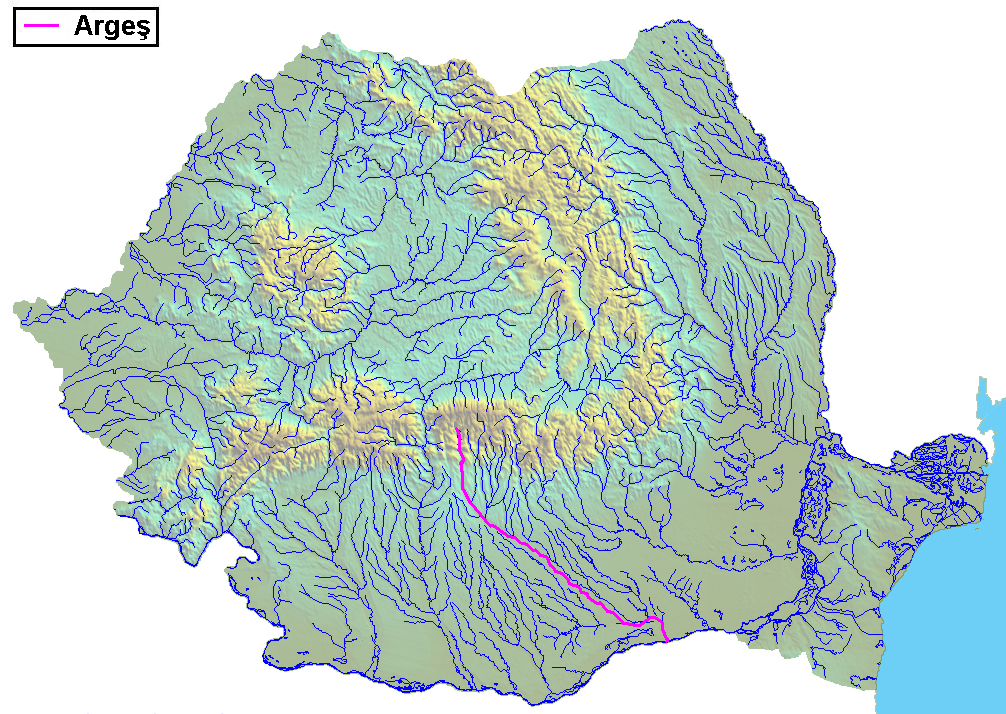
Арджеш на карте Румынии

Река формируется на массиве Фэгэраш, далее протекает преимущественно в юго-восточном направлении, где впадает в Дунай напротив румыно-болгарской границы на территории города Олтеница (жудец Кэлэраши), в нижнем течении протекает по Нижнедунайской низменности.
Притоки: Дымбовица и Вылсан.
Крупный город на реке — Олтеница.
Является одной из главных сплавных рек Румынии.
У реки Арджеш разворачивается действие «Легенды о Мастере Маноле»[значимость факта?].